# Campeonato Profesional 1971
Il Campeonato Profesional 1971 fu la 24ª edizione della massima serie del campionato colombiano di calcio, e fu vinta dal Santa Fe.

## Avvenimenti
Il campionato riprende la formula dell'anno precedente. Le partecipanti cambiano: l'Independiente Medellín cede il suo posto all'Oro Negro, che giocò le sue partite in casa nello stadio di Barrancabermeja; il Real Cartagena, invece, si iscrisse al campionato grazie all'Atlético Bucaramanga, che gli vendette il diritto di partecipazione al torneo.

## Partecipanti
- América de Cali
- Atlético Junior
- Atlético Nacional
- Cristal Caldas
- Cúcuta Deportivo
- Deportes Quindío
- Deportes Tolima
- Deportivo Cali
- Deportivo Pereira
- Millonarios
- Oro Negro
- Real Cartagena
- Santa Fe
- Unión Magdalena

## Torneo Apertura
|  | Pos. | Squadra           | Pt | G  | V  | N  | P  | GF | GS | DR  |
|  | ---- | ----------------- | -- | -- | -- | -- | -- | -- | -- | --- |
|  | 1.   | Atlético Nacional | 40 | 26 | 16 | 8  | 2  | 43 | 23 | +20 |
|  | 2.   | Deportivo Cali    | 39 | 26 | 16 | 7  | 3  | 48 | 28 | +20 |
|  | 3.   | Santa Fe          | 36 | 26 | 13 | 10 | 3  | 44 | 25 | +19 |
|  | 4.   | Millonarios       | 32 | 26 | 13 | 6  | 7  | 44 | 30 | +14 |
|  | 5.   | Cúcuta Deportivo  | 29 | 26 | 10 | 9  | 7  | 43 | 36 | +7  |
|  | 6.   | Deportivo Pereira | 26 | 26 | 8  | 10 | 8  | 34 | 38 | -4  |
|  | 7.   | América de Cali   | 26 | 26 | 9  | 8  | 9  | 34 | 33 | +1  |
|  | 8.   | Cristal Caldas    | 24 | 26 | 9  | 6  | 11 | 39 | 33 | +6  |
|  | 9.   | Deportes Quindío  | 23 | 26 | 6  | 11 | 9  | 29 | 43 | -14 |
|  | 10.  | Deportes Tolima   | 22 | 26 | 6  | 10 | 10 | 33 | 38 | -5  |
|  | 11.  | Real Cartagena    | 20 | 26 | 4  | 12 | 10 | 18 | 32 | -14 |
|  | 12.  | Atlético Junior   | 18 | 26 | 7  | 4  | 15 | 29 | 40 | -11 |
|  | 13.  | Oro Negro         | 15 | 26 | 4  | 7  | 15 | 23 | 47 | -24 |
|  | 14.  | Unión Magdalena   | 14 | 26 | 4  | 6  | 16 | 28 | 43 | -15 |

Legenda:
         Qualificato al girone finale.
Note:
Due punti a vittoria, uno a pareggio, zero a sconfitta.

## Torneo Finalización
|  | Pos. | Squadra           | Pt | G  | V  | N  | P  | GF | GS | DR  |
|  | ---- | ----------------- | -- | -- | -- | -- | -- | -- | -- | --- |
|  | 1.   | Millonarios       | 39 | 26 | 17 | 5  | 4  | 41 | 17 | +24 |
|  | 2.   | Santa Fe          | 36 | 26 | 15 | 6  | 5  | 48 | 23 | +25 |
|  | 3.   | Atlético Nacional | 33 | 26 | 14 | 5  | 7  | 42 | 31 | +11 |
|  | 4.   | Deportivo Cali    | 30 | 26 | 12 | 6  | 8  | 44 | 33 | +11 |
|  | 5.   | Deportes Quindío  | 30 | 26 | 11 | 8  | 7  | 41 | 33 | +8  |
|  | 6.   | Cristal Caldas    | 28 | 26 | 11 | 6  | 9  | 45 | 46 | -1  |
|  | 7.   | Cúcuta Deportivo  | 26 | 26 | 8  | 10 | 8  | 37 | 43 | -6  |
|  | 8.   | Deportivo Pereira | 25 | 26 | 7  | 11 | 8  | 39 | 36 | +3  |
|  | 9.   | Unión Magdalena   | 23 | 26 | 7  | 9  | 10 | 36 | 43 | -7  |
|  | 10.  | América de Cali   | 22 | 26 | 6  | 10 | 10 | 26 | 38 | -12 |
|  | 11.  | Real Cartagena    | 21 | 26 | 7  | 7  | 12 | 27 | 35 | -8  |
|  | 12.  | Atlético Junior   | 19 | 26 | 2  | 15 | 9  | 21 | 38 | -17 |
|  | 13.  | Oro Negro         | 18 | 26 | 5  | 8  | 13 | 34 | 44 | -10 |
|  | 14.  | Deportes Tolima   | 14 | 26 | 1  | 12 | 13 | 23 | 44 | -21 |

Legenda:
         Qualificato al girone finale.
Note:
Due punti a vittoria, uno a pareggio, zero a sconfitta.

## Girone finale
|                     | Pos. | Squadra           | Pt | G | V | N | P | GF | GS | DR |
| ------------------- | ---- | ----------------- | -- | - | - | - | - | -- | -- | -- |
| Colombia (bandiera) | 1.   | Santa Fe          | 7  | 6 | 2 | 3 | 1 | 8  | 6  | +2 |
|                     | 2.   | Atlético Nacional | 7  | 6 | 2 | 3 | 1 | 7  | 6  | +1 |
|                     | 3.   | Millonarios       | 6  | 6 | 2 | 2 | 2 | 6  | 5  | +1 |
|                     | 4.   | Deportivo Cali    | 4  | 6 | 1 | 2 | 3 | 7  | 11 | -4 |

Legenda:

         Campione di Colombia 1971 e qualificato alla Coppa Libertadores 1972
         Qualificato alla Coppa Libertadores 1972
Note:
Due punti a vittoria, uno a pareggio, zero a sconfitta.

### Spareggio per il titolo

#### Andata
| Medellín 30 gennaio 1972 | Atlético Nacional | 0 – 0 referto | Santa Fe | Estadio Atanasio Girardot\| Arbitro: \| Pestarino \| |
| Arbitro:                 | Pestarino         |               |          |                                                      |

#### Ritorno
| Bogotà 3 febbraio 1972 | Santa Fe  | 0 – 0 referto | Atlético Nacional | Estadio Nemesio Camacho\| Arbitro: \| Pestarino \| |
| Arbitro:               | Pestarino |               |                   |                                                    |

#### Spareggio
| Arbitro: | Pestarino |

|                          |           |                          |
| Arce 41’, 49’ Alzate 77’ | Marcatori | 62’ Fernández 66’ Tamayo |

## Statistiche

### Classifica marcatori
| Gol |  |  | Giocatore             | Squadra           |
| --- |  |  | --------------------- | ----------------- |
| 30  |  |  | Hugo Lóndero          | Cúcuta Deportivo  |
| 30  |  |  | Apolinar Paniagua     | Deportivo Pereira |
| 27  |  |  | Néstor Subiat         | Millonarios       |
| 25  |  |  | Pedro Prospitti       | Millonarios       |
| 24  |  |  | Abel Da Graca         | Deportivo Cali    |
| 24  |  |  | Víctor Campaz         | Santa Fe          |
| 23  |  |  | Jorge Ramírez Gallego | Deportivo Cali    |
| 20  |  |  | Leónidas Hurtado      | Atlético Nacional |
| 19  |  |  | Miguel Ángel Arce     | Santa Fe          |
| 19  |  |  | Carlos Alberto Lugo   | Deportes Tolima   |